# Волонтирець Дмитро Миколайович
Дмитро́ Микола́йович Волонтире́ць (11 лютого 1979 — 25 листопада 2019) — український військовик, молодший сержант, учасник російсько-української війни.

## Короткий життєпис
Народився 11.02.1979 року в місті Снігурівка (Миколаївська область).
Проходив військову службу за контрактом — у миротворчих підрозділах, зокрема в Іраку.
У складі БСП «Донбас» був одним з перших. Пройшов бої за Іловайськ й Дебальцеве. 2015 року він вступив до лав «Азову» та виконував найскладніші завдання з розмінування і був одним із найпрофесійніших саперів на фронті. Волина був одним із перших, хто створював та розвивав в «Азові» напрямок аеророзвідки — спочатку в першому батальйоні, а згодом і в усьому підрозділі. Своє захоплення розвідкою суміщав із саперною справою, працював сапером-розвідником на різних ділянках східного фронту. За час крайньої ротації «Азову» на Світлодарській дузі, а це понад вісім місяців щоденної важкої праці, Волина не взяв жодної відпустки. За свої завзятість та героїзм молодший сержант Волонтирець був нагороджений орденом «За мужність» 3-го ступеня, почесною відзнакою «За звитягу та вірність», а також нагрудним знаком «За доблесну службу». На його рахунку чимало бойових досягнень.
Під час військових навчань здійснював проведення курсів з саперної справи на полігоні полку.
Волина був істинним патріотом своєї держави, любив свій підрозділ і був тут справжньою душею компанії. «Я сподіваюся, що колись вся армія стане такою, як наш полк, тоді нам не страшний будь-який противник», — говорив Волина в інтерв‘ю з передової пів року тому. «Нашу справу не закінчено, і якщо її отак кинути на півдорозі — навіщо тоді треба було все це починати?» — вважав азовець.
Переніс інсульт на полігоні полку біля Маріуполя, де проводив заняття з саперної справи. Близько тижня боровся за життя у лікарні, помер 25 листопада 2019 року.
Похований у Конотопі 30 листопада 2019-го.
Без Дмитра лишилися старший брат, дружина й син.

## Нагороди та вшанування
- Указом Президента України № 614/2019 від 21 серпня 2019 року за «особисту мужність і самовіддані дії, виявлені у захисті державного суверенітету та територіальної цілісності України» орденом «За мужність» III ступеня[2]
- почесна відзнака «За звитягу та вірність»
- нагрудний знак «За доблесну службу»
- нагрудний знак «Доброволець».